# HYOU1
HYOU1‏ (HYOU1 protein) هوَ بروتين يُشَفر بواسطة جين HYOU1 في الإنسان.
ينتمي البروتين المُرمَّز بواسطة هذا الجين إلى عائلة بروتينات الصدمة الحرارية 70. يحتوي هذا الجين على ثلاثة من حمض ريبوزي نووي رسول ناتجة عن استخدام مواقع نسخ بديلة. يوجد جزء cis-acting في الطرف 5' من الإكسون 1A، وهو جزء يشارك في التحريض المعتمد على الإجهاد. يُحفَّز النسخ الذي يبدأ بالإكسون 1B بشكل تفضيلي عن طريق نقص التأكسج، مما يؤدي إلى تراكم هذا البروتين في الشبكة الإندوبلازمية (ER).
يُعتقد أن البروتين المُرمَّز بواسطة هذا الجين يلعب دورًا مهمًا في طي البروتين وإفرازه في الشبكة الإندوبلازمية. ولأن تثبيط البروتين يرتبط بتسريع موت الخلايا المبرمج، يُقترح أيضًا أن يكون له دور وقائي هام في الاضطرابات الخلوية الناتجة عن نقص التأكسج. وقد ثبت أن هذا البروتين يرتفع تنظيمه في الأورام، وخاصةً في أورام الثدي، وبالتالي يرتبط بغزو الورم.
هناك أيضًا موقع ترجمة بديل لهذا الجين يفتقر إلى ببتيد الإشارة. هذا البروتين الذي يفتقر إلى الببتيد الإشعاري، أقصر بثلاثة أحماض أمينية فقط من البروتين الناضج في الشبكة الإندوبلازمية، ويُعتقد أنه يؤدي وظيفة تدبير منزلي في العصارة الخلوية.